# Robin Finck
Robin Finck (Park Ridge, New Jersey, 1971. november 7. –) amerikai zenész. Korábban a Guns N’ Roses amerikai hard rock zenekar szólógitárosa és  a Nine Inch Nails amerikai industrial hard rock zenekar gitárosa. Azon kevés zenészek egyike, akik a VH1 által összeállított „A hard rock 100 legnagyobb művésze” („100 Greatest Artists of Hard Rock”) című listán szereplő zenekarok közül kettőnek is tagja volt: a helyezettek között van a Nine Inch Nails (#43) és Guns N’ Roses (#9) is.

## Pályafutása
Finck a Georgia állambeli Marietta-ban nőtt fel, és számos, lemezszerződés nélküli zenekarral játszott az Atlanta övezetben, a George Walton Comprehensive School középiskolában töltött éveitől kezdődően. A Nine Inch Nails-hez a koncertzenekar tagjaként csatlakozott 1994-95 folyamán. Amikor a turné befejeződött, a Cirque du Soleil nevű cirkuszi társulatot kísérte zenészként, a Quidam eredeti turnéján, valamint a Marilyn Manson zenekar gitárosa és billentyűse is ő volt az első turnék alatt. 1996 vége felé a Guns N’ Roses hívta meg, hogy Slash helyébe lépjen, aki 1996-ban lépett ki a zenekarból, és hogy egy kétéves szerződést aláírva, a még meg nem jelent új albumukon dolgozzon. Amikor letelt a két év, az album még messze nem volt kész. Ekkor Finck újra csatlakozott a Nine Inch Nails-hez, mivel a zenekar újra turnézott. Röviddel azután, hogy a koncertkörút 2000 végén befejeződött, visszatért a Guns N’ Roses-hoz, majd Brazíliát, Ázsiát, Európát és Észak-Amerikát érintő turnén vett részt velük 2001-2002-ben. Manapság a színpadi jelenlétéről és lélekkel teli gitárjátékáról ismert Finck továbbra is a jelenlegi Guns N’ Roses felállás megbízható tagja szólógitárosi poszton, Bumblefoot mellett.
2006 nyarán Finck és a Guns N’ Roses Európában turnézott, amely során megközelítőleg 750 000 ember látta őket. Az év hátralévő részében Észak-Amerikában turnéztak. Chinese Democracy c. új albumuk megjelenése 2007 elejére volt várható, amelyen Robin Finck szólógitárosként működik közre. Az album végül 2008-ban jelent meg, ám az albumot követő turnén már nem játszik.

## Magánélete
Robin 2001 óta házasságban él, felesége az akrobata Bianca Sapetto. Akkor találkoztak, amikor mindketten a Cirque du Soleil társulatban dolgoztak, gyermekük még nincs.